# Dipartimento di Capital (Corrientes)
Capital è un dipartimento argentino, situato nella parte nord-occidentale della provincia di Corrientes, con capoluogo Corrientes, che è anche la capitale della provincia.
Esso confina con i dipartimenti di San Cosme, San Luis del Palmar e Empedrado, e con la provincia del Chaco.
Secondo il censimento del 2001, su un territorio di 522 km², la popolazione ammontava a 328.868 abitanti, con un aumento demografico del 22,68% rispetto al censimento del 1991.
Il dipartimento comprende 2 comuni: Corrientes e Riachuelo.